# Dendroseris micrantha
Dendroseris micrantha é uma espécie de angiospermas da família Asteraceae.
Apenas pode ser encontrada no Chile.
Está ameaçada por perda de habitat.